# Hamiltonův honič
Hamiltonův honič (švédsky Hamiltonstövare, anglicky Hamilton Hound) je švédské lovecké psí plemeno.

## Historie
Psi podobní hamiltonovým honičům byli šlechtěni v 16. století ve Švédsku, především pro lov lišek a zajíců. Tito honiči většinou lovili sami a krom dobrého sluchu vynikali i dobrým zrakem. Hamiltonovi honiči, tehdy ještě nazývaní švédští honiči, byli používání hlavně šlechtou, ale v 18. století byl zrušen zákon, který zakazoval rolníkům lovit zvířata. Díky tomu se hamiltonův honič prosadil i jako odolný a přizpůsobitelný pes. Mezi předky těchto psů pravděpodobně patří anglický foxhound a jiná švédská lovecká plemena.
Za oficiální začátky plemene se považuje až rok 1886. V roce 1886 bylo na první výstavě psů ve Švédsku vystaveno přes 180 honičů, mezi nimi i pes Pang a fena Stela, které vlastnil Adolf Patrick Hamilton. Tito dva psi jsou považováni za první hamiltonovy honiče. Právě díky chovateli psů Adolfu Hamiltonovi, který mimo jiné založil i švédský kennel club, získalo toto psí plemeno své současné jméno, ale stalo se tak až roku 1921.
Ve Švédsku sice patří hamiltonův honič mezi deset nejpočetnějších plemen, ale mimo Skandinávii či Anglii jej uvidíte jen vzácně. Oficiální používaná zkratka v Česku je HA. Hamiltonův honič se využívá čistě jako lovecký pes.

## Vzhled
Hamiltonův honič je elegantní hladkosrstý honič střední velikosti, působící harmonickým dojmem. Má delší suchou hlavu a dobře vyjádřený stop s dlouhým čenichem. Oči tmavě hnědé, spíše kulatého tvaru s klidným pohledem. Uši zavěšené, vysoko nasazené, přiléhající k lícím. Krk je silný a dlouhý. Tělo pevné, téměř obdélníkového formátu, s hlubokým hrudníkem a mírně vtaženým břichem. Ocas nasazený v linii hřbetu, rovný nebo jen mírně zahnutý. Srst, která pokrývá celé tělo, je krátká, tvrdá a přiléhající. Zbarvení trikolorní, se zřetelně ohraničenými barvami.

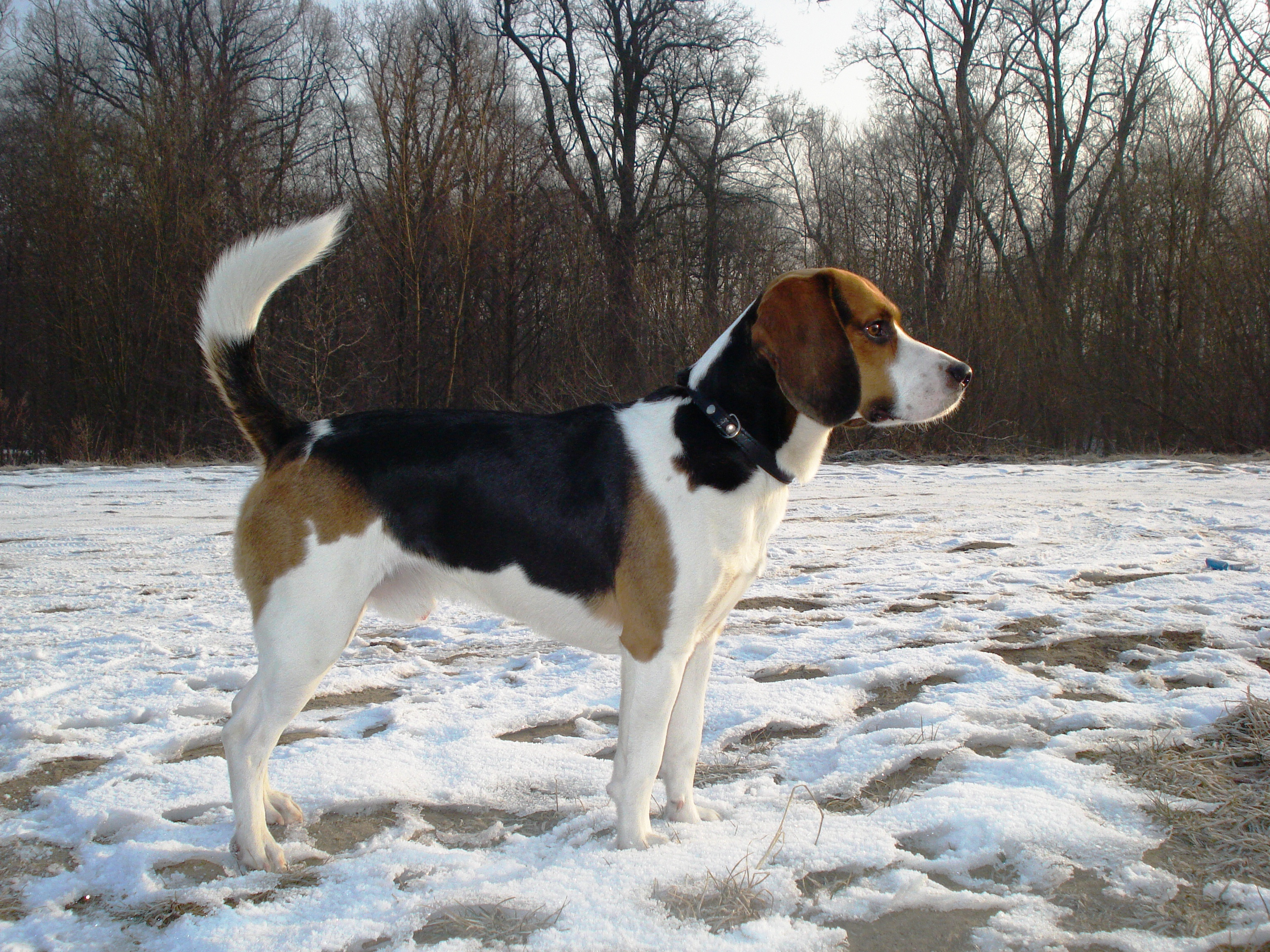
Bígl-Harrier

### Možná záměna
Finský honič – Finský honič je pes podobně zbarvený jako hamiltonův honič a je stejně těžký, ale je i vyšší. Finský honič je plemeno mladší a zároveň s mírumilovnější povahou.
Bígl-Harrier (viz obrázek vlevo) – Bígl-Harrier je také podobně zbarvený jako hamiltonův honič a je stejně těžký, ale má nižší kohoutkovou výšku. Současně je toto plemeno mladší a spíše než jako lovecký pes, se využívá jako společník.

## Povaha
Povahově je hamiltonův honič přátelský a hravý pes, který je velmi oddaný svému pánovi. Je to pes jednoho pána; oblíbí si pouze jednoho člena rodiny, kterého bude poslouchat. Jeho povaha je vyrovnaná, klidná, ale energická. Je velmi poslušný, ale zároveň dominantní, proto je nutné, aby si jej majitel získal jakožto dobrý vůdce. Může mít sklony k uštěkanosti. Děti toleruje a jen málokdy se po nich ožene, ale některé jejich hry mu mohou být nepříjemné. Není zvyklý pracovat s jinými psy, ale v případě, že je ve štěněcím věku dostatečně socializován s nimi bude vycházet. S jinými zvířaty vychází špatně; má sklony je pronásledovat a dávit, především, pokud před ním utíkají.

## Péče
Hamiltonův honči vyžaduje hodně pohybů veškerých typů, od horských túr po lov, který je pro něj nejpřirozenější. V případě, že má nedostatek pohybu se může stát neklidný, agresivní nebo stereotypní. Díky své mrštnosti a hbitosti se hodí i pro psí sporty.
Jeho srst je nenáročná, s podsadou, takže líná 2× ročně (na jaře a na podzim). V tomto období je nutné ji často vyčesávat, mimo něj stačí jen 1× týdně. Srst není samočisticí, v případě, že se pes zašpiní, je nutné jej umýt.
Vyžaduje výcvik s pevně danými hranicemi, kdy je jasně stanoveno, co pes smí a nesmí. V případě, že je mu toto dopřáno, se hodí i do rukou začínajících chovatelů. Spíše, než jej trestat za špatné věci, je lepší chválit jej za ty dobré.

### Zdraví
Obecně platí, že hamiltonův honič je velmi zdravé plemeno, s dobrou imunitou, a na rozdíl od většiny jeho kolegů nemají takové predispozice k některým chorobám. Ale existují případy dysplazie kyčelního kloubu. Vzácně se u nich vyskytuje i epilepsie.